# Rowlandius jarmillae
Espèce
Synonymes
- Rowlandius jarmilae Armas & Cokendolpher, 2001

Rowlandius jarmillae est une espèce de schizomides de la famille des Hubbardiidae.

## Distribution
Cette espèce est endémique de la province de San Cristóbal en République dominicaine,. Elle se rencontre dans la grotte Cuevas El Pomier à Borbón.

## Description
Le mâle holotype mesure 3,50 mm et les femelles de 4,8 à 5,0 mm.

## Étymologie
Cette espèce est nommée en l'honneur de Jarmila Kukalová-Peck.
Victor Fet a fait le point sur l'orthographe de cette espèce,.

## Publication originale
- Armas & Cokendolpher, 2001 : Comments on some schizomids from the Dominican Republic, with description of a new species of Rowlandius (Schizomida: Hubbardiidae). Revista Iberica de Aracnologia, vol. 3, p. 3-6 (texte intégral).